# Trachusa mitchelli
Trachusa mitchelli là một loài Hymenoptera trong họ Megachilidae. Loài này được Michener mô tả khoa học năm 1948.